# Dialeurolonga angustata
Dialeurolonga angustata là một loài côn trùng cánh nửa trong họ Aleyrodidae, phân họ Aleyrodinae.
Dialeurolonga angustata được Takahashi miêu tả khoa học đầu tiên năm 1961.